# Andrena fria
Andrena fria är en biart som beskrevs av Warncke 1975. Andrena fria ingår i släktet sandbin, och familjen grävbin. Inga underarter finns listade i Catalogue of Life.